# Рутгер I (Клеве)
Рутгер I (на немски: Rutger I von Kleve, * 970/985, † 1050) от род Фламенсес е първият граф на Клеве през ок. 1020 – 1050 г., чието графство се образува от разделянето на Графството Хамаланд около 1020/1025 г.
Той е брат на Герхард I Фламенс, който е зет на последния граф на Хамаланд Дитрих фон Хамаланд († 1017) от род Имединги.
През началото на 11 век император Хайнрих II поставя двамата братя за графове на долния Рейн, от които Рутгер става прародител на графовете на Клеве, а Герхард на графовете на Гелдерн. Резиденцията на Рутгер е замък Шваненбург в град Клеве. Неговите наследници от Дом Клеве управляват графство Клеве до 1368 г.
Рутгер I се жени за Вацела от Лотарингия. Той е баща на:
- Рутгер II, наследява баща си като граф на Клеве (1051 – 1075)
- Лютгарде (или Литгарде), омъжена за Арнолд I Велики